# Grand Prix Meksyku 1992
Grand Prix Meksyku 1992 (oryg. Gran Premio de Mexico) – druga runda Mistrzostw Świata Formuły 1 w sezonie 1992, która odbyła się 22 marca 1992, po raz 15. na torze Autódromo Hermanos Rodríguez.
15. Grand Prix Meksyku zaliczane do Mistrzostw Świata Formuły 1.

## Wyścig
| Legenda oznaczeń w tabelach wyników Wyświetl szablon na nowej stronie | Legenda oznaczeń w tabelach wyników Wyświetl szablon na nowej stronie                                                                     |
| Oznaczenie                                                            | Wyjaśnienie |
| --------------------------------------------------------------------- | --- |
| Złoty                                                                 | Zwycięzca lub mistrzostwo |
| Srebrny                                                               | 2. miejsce lub wicemistrzostwo |
| Brązowy                                                               | 3. miejsce lub II wicemistrzostwo |
| Zielony                                                               | Ukończył, punktował (w klasyfikacji generalnej, gdy zdobył co najmniej jeden punkt na przestrzeni sezonu, poza trzema powyższymi opcjami) |
| Niebieski                                                             | Ukończył, nie punktował (w klasyfikacji generalnej, gdy nie zdobył co najmniej jednego punktu na przestrzeni sezonu)                      |
| Czerwony                                                              | Nie zakwalifikował się (NZ) |
| Czerwony                                                              | Nie prekwalifikował się (NPK) |
| Różowy                                                                | Nie ukończył (NU) |
| Różowy                                                                | Niesklasyfikowany (NS) (w klasyfikacji generalnej, gdy nie został sklasyfikowany w żadnym wyścigu sezonu)                                 |
| Czarny                                                                | Zdyskwalifikowany (DK) |
| Czarny                                                                | Wykluczony (WYK/EX) |
| Biały                                                                 | Nie wystartował (NW) |
| Biały                                                                 | Kontuzjowany (K/INJ) |
| Biały                                                                 | Wyścig odwołany (OD/C) |
| Bez koloru                                                            | Został wycofany (WYC/WD) |
| Bez koloru                                                            | Nie przybył (NP/DNA) |
| Bez koloru                                                            | Nie brał udziału w treningach (NT/DNP) |
| Bez koloru                                                            | Nie został zgłoszony (–) |
| Pogrubienie                                                           | Start z pole position |
| Kursywa                                                               | Najszybsze okrążenie wyścigu |
| †                                                                     | Nie ukończył, ale jego rezultat został zaliczony ze względu na przejechanie więcej niż 90% dystansu wyścigu.                              |
| *                                                                     | Sezon w trakcie |
| 1/2/3                                                                 | Punktowana pozycja w sprincie kwalifikacyjnym                                                                                             |
| Lista systemów punktacji Formuły 1                                    | |

| Poz | Nr                      | Kierowca             | konstruktor           | Okrążenie | Czas/Powód n.u             | Poz. start. | Punkty |
| --- | ----------------------- | -------------------- | --------------------- | --------- | -------------------------- | ----------- | ------ |
| 1   | 5                       | Nigel Mansell        | Williams-Renault      | 69        | 1:31:53,587                | 1           | 10     |
| 2   | 6                       | Riccardo Patrese     | Williams-Renault      | 69        | +0:12,971                  | 2           | 6      |
| 3   | 19                      | Michael Schumacher   | Benetton-Ford         | 69        | +0:21.429                  | 3           | 4      |
| 4   | 2                       | Gerhard Berger       | McLaren-Honda         | 69        | +0:33,347                  | 5           | 3      |
| 5   | 4                       | Andrea de Cesaris    | Tyrrell-Ilmor         | 68        | +1 okr.                    | 11          | 2      |
| 6   | 11                      | Mika Häkkinen        | Lotus-Ford            | 68        | +1 okr.                    | 18          | 1      |
| 7   | 12                      | Johnny Herbert       | Lotus-Ford            | 68        | +1 okr.                    | 12          |        |
| 8   | 21                      | Jyrki Järvilehto     | Dallara-Ferrari       | 68        | +1 okr.                    | 7           |        |
| 9   | 26                      | Érik Comas           | Ligier-Renault        | 67        | +2 okr.                    | 26          |        |
| 10  | 25                      | Thierry Boutsen      | Ligier-Renault        | 67        | +2 okr.                    | 22          |        |
| 11  | 29                      | Bertrand Gachot      | Larrousse-Lamborghini | 66        | +3 okr.                    | 13          |        |
| 12  | 30                      | Ukyō Katayama        | Larrousse-Lamborghini | 66        | +3 okr.                    | 24          |        |
| 13  | 9                       | Michele Alboreto     | Footwork-Mugen-Honda  | 65        | +4 okr.                    | 25          |        |
|     | Niesklasyfikowani       |                      |                       |           |                            |             |        |
| NU  | 20                      | Martin Brundle       | Benetton-Ford         | 47        | silnik                     | 4           |        |
| NU  | 15                      | Gabriele Tarquini    | Fondmetal-Ford        | 45        | sprzęgło                   | 14          |        |
| NU  | 14                      | Andrea Chiesa        | Fondmetal-Ford        | 37        | poślizg                    | 23          |        |
| NU  | 22                      | Pierluigi Martini    | Dallara-Ferrari       | 36        | prowadzenie bolidu         | 9           |        |
| NU  | 27                      | Jean Alesi           | Ferrari               | 31        | silnik                     | 10          |        |
| NU  | 24                      | Gianni Morbidelli    | Minardi-Lamborghini   | 29        | poślizg                    | 21          |        |
| NU  | 32                      | Stefano Modena       | Jordan-Yamaha         | 17        | skrzynia biegów            | 15          |        |
| NU  | 3                       | Olivier Grouillard   | Tyrrell-Ilmor         | 12        | silnik                     | 16          |        |
| NU  | 1                       | Ayrton Senna         | McLaren-Honda         | 11        | układ przeniesienia napędu | 6           |        |
| NU  | 23                      | Christian Fittipaldi | Minardi-Lamborghini   | 2         | poślizg                    | 17          |        |
| NU  | 33                      | Maurício Gugelmin    | Jordan-Yamaha         | 0         | silnik                     | 8           |        |
| NU  | 16                      | Karl Wendlinger      | March-Ilmor           | 0         | kolizja z Capellim         | 19          |        |
| NU  | 28                      | Ivan Capelli         | Ferrari               | 0         | wypadek                    | 20          |        |
|     | Nie zakwalifikowali się |                      |                       |           |                            |             |        |
| NZ  | 10                      | Aguri Suzuki         | Footwork-Mugen-Honda  |           |                            |             |        |
| NZ  | 17                      | Paul Belmondo        | March-Ilmor           |           |                            |             |        |
| NZ  | 7                       | Eric van de Poele    | Brabham-Judd          |           |                            |             |        |
| NZ  | 8                       | Giovanna Amati       | Brabham-Judd          |           |                            |             |        |